# 高橋里枝
高橋里枝（11月20日—），日本女性配音員。賢Production所屬。出身於東京都。

## 演出作品

### 電視動畫
2009年
- 加奈日記（同級生B）

2010年
- GIANT KILLING（媽媽）
- 傳說的勇者的傳說（糰子店的女性）
- 變身公主（高城蕾拉的嬸嬸）

2011年
- THE IDOLM@STER（奶奶、大嬸A）
- 世界一初戀2（大嬸）
- 惡魔奶爸（阿庫巴巴、男鹿家的母親〈男鹿湘子〉、主婦D、肉屋大嬸、媽媽C）

2012年
- Another（沼田峯子）
- 女王之刃 叛亂（主婦）
- 白熊咖啡廳（大嬸）
- Smile 光之美少女！（綠川倫子）
- ZETMAN（女）

2014年
- Pac-World（日语：パックワールド）（老師、食堂大嬸）

2018年
- 新幹線戰士（大門山美鈴）

2021年
- SK∞（伯母）

### OVA
2010年
- 女王之刃 美麗的鬥士們（手婆）
- 惡魔奶爸 ～撿到大魔王的嬰兒!?～（男鹿辰巳的母親〈男鹿湘子〉）[注 1]

### 電影動畫
2012年
- 劇場版 Smile 光之美少女！兒童圖畫書裡的世界都不協調！（キジ）
- 劇場版 怪傑佐羅利：大·大·大冒險！
- 劇場版 強襲魔女
- 神奇樹屋（女子）

2018年
- 劇場版 溫泉屋小女將（朋友的媽媽）

### 遊戲
2008年
- Edel Blume（日语：エーデルブルーメ）
- 海濱麻將戀曲DS
- 薩爾達傳說 大地汽笛（車輪婆婆）

2012年
- 倭人異聞錄 ～晨曦時，夢見兮～（光代女士[2]）

2023年
- 寶可夢大師（蘆薈）

### 外語配音
※作品依英文名稱及英文原名排序。

#### 電影
- 蜜月變奏曲（英语：A Perfect Getaway）
- 超級戰艦
- 比佛利拜金狗2（英语：Beverly Hills Chihuahua 2）
- 十月圍城（方紅〈李宇春 飾演〉）
- 百萬殺人實驗（英语：The Box (2009 film)）（The Box）
- 仙履奇緣 (2015年電影)（主廚[3]）
- 心靈鑰匙（Malice Black）
- 地心冒險2：神秘島
- 愛·從心開始（英语：Last Chance Harvey）
- 給茱麗葉的信
- 藥命效應
- 獨行俠 (2013年電影)（Kai〈Freda Foh Shen 飾演〉）
- 不存在的女兒（Ruby）
- 史密斯行动 ※朝日電視台版。
- 神鬼傳奇3 ※富士電視台版。
- 關於希特勒的真正最真實真相（Jacob）
- 索女·喪屍·機關槍
- 牠不重，牠是我寶貝3（英语：Saving Shiloh）
- 藍色小精靈 (2011年電影)
- 黑金風雲
- 白夜行（美淑／西本文代〈趙京淑 飾演〉）
- 神力女超人 (2017年電影)（Etta Candy〈Lucy_Davis〉[4]）

#### 電視影集
- 兵聖
- 鐵證懸案 (第6季)
- CSI犯罪現場 (第10季)
- CSI犯罪現場：紐約 (第5季)
- 美女上錯身
- 神奇律師
- 冰血暴（Molly Solverson）
- 奇異果女孩
- 奪命島（英语：Harper's Island）（Maggie Krell）
- 倚天屠龍記（衛四娘、易三娘）
- 愛卡莉
- Injustice (2011年電視影集)
- 尼基塔
- 越獄風雲
- 失蹤現場
- Zen（英语：Zen (TV series)）

#### 動畫
- 阿甘妙世界（小倩、哇沙米老師、獨眼仔、壽司、暴莉）
- 降世神通
- 海綿寶寶（凱倫、泡芙阿姨、珍珍 等）[注 2]
  - 海綿寶寶：海陸大出擊（凱倫）
- Rated A for Awesome（英语：Rated A for Awesome）
- Raymond（法语：Raymond (série télévisée d'animation)）（Raymond的媽媽、校長）

### 廣播劇
- VOMIC 惡魔拉法頌

### 舞台
- Smile 光之美少女！音樂劇秀（母）

## 腳註

## 外部連結
- 賢Production公式官網的聲優簡介 （页面存档备份，存于） （日語）